# 黒崎研堂
黒崎 研堂（くろさき けんどう、嘉永5年2月15日（1852年3月5日） - 昭和3年（1928年）1月16日）は、江戸時代から昭和時代にかけての書家。庄内藩士。鶴岡町会議員、金融機関済急社社長（第3代）、松ヶ岡開墾場総監督。出羽国庄内（現・山形県鶴岡市）出身。別名は与八郎、馨、聚、敬治、子芳、東瀛。

## 来歴・人物
庄内藩家老・酒井了明の3男として生まれ、後に黒崎友信の養子となる。
藩校致道館で学び、戊辰戦争の際には農兵小隊長として出陣。1870年には酒井忠篤に従い、鹿児島に赴き練兵を学ぶ。帰郷後、松ヶ岡開墾場の経営に従事。この間に黒崎たき（14歳）と結婚した。
研堂は幼き頃から書をよくし、1886年に斯界の第一人者であった日下部鳴鶴が鶴岡を来訪した際に入門した。爾来、庄内地方における書道の指導的立場となり、多くの門弟を育て、松平穆堂、吉田苞竹、三矢宮松らが高弟。
このほか、1889年に金融機関済急社（六十七銀行、荘内銀行の前身）第3代社長、1901年には鶴岡町会議員、1921年に松ヶ岡開墾場総監督などに就任した。
1928年に死去。享年76。鶴岡の禅源寺に葬られる。

## 家族
酒井了恒、酒井調良は兄。姉に白井久井。 長男に黒崎幸吉。六女の栄（1892年生）は三輪田高等女学校卒業後、三矢宮松の妻となる。